# میئورا یاسومورا
میئورا یاسومورا (به ژاپنی: 三浦 泰村 みうら やすむら)؛ تولد نامشخص – مرگ ۹ ژوئیه ۱۲۴۷، یک سامورایی و گوکه‌نین در اوایل دوره کاماکورا پسر دومی میئورا یوشیمورا و نوه میئورا یوشیزومی بود. مادر او دختر دوهی توئوهیرا بود. همسر اصلی او دختر هوجو یاسوتوکی بود.